# Tegula ligatula
Tegula ligatula is een slakkensoort uit de familie van de Tegulidae. De wetenschappelijke naam van de soort is voor het eerst geldig gepubliceerd in 1850 door Menke.